# Zbójnikowate
Zbójnikowate (Caenolestidae) – rodzina małych, naziemnych ssaków z rzędu skąpoguzkowców (Paucituberculata). 

## Ewolucja
Zbójnikowate należą do prymitywnych torbaczy, oddzieliły się wcześnie od swych krewnych. Ich linia w zapisie kopalnym spotykana jest od oligocenu.

## Budowa
Zbójnikowate są niewielkimi torbaczami. Przypominają ryjówkowate.
Zwierzęta te mają zaokrągloną czaszkę o niezbyt wykształconych łukach jarzmowych, niewielkie oczy, zapewniające im słaby wzrok, i długi, spiczasty pysk, na którym znajdują się wibryssy. Cechują się dobrym słuchem. Uzębienie u tego taksonu różni się od spotykanego u innych torbaczy. Mniej jest siekaczy, a siekacze środkowe dolne osiągają znaczne rozmiary i pochylają się ku przodowi. Samica nie ma torby lęgowej. Zarówno pochwa, jak i macica samicy są parzyste. Jako parzyste określa się też plemniki tych zwierząt, przypominające spotykane u dydelfokształtnych. Kończyny zbójnikowatych są cienkie. Nie występują ani syndaktylia, ani przeciwstawne palce. Ciało zakończone smukłym ogonem porośniętym włosami. Zwierzę nie potrafi nim chwytać.

## Zasięg występowania
Rodzina obejmuje zwierzęta zamieszkujące w zachodniej części Ameryki Południowej, w Andach, dokładniej w północnej części tych gór.

## Tryb życia i pożywienie
Zwierzęta te wiodą nocny tryb życia. Chronią się w podziemnych korytarzach znacznej długości. Niedysponująca marsupium samica pozostawia swe potomstwo w gnieździe.
Zbójnikowate odżywiają się pokarmem mięsnym. Zazwyczaj spożywają owady, dżdżownicowate, ale niekiedy też niewielkich rozmiarów kręgowce.

## Systematyka
Zbójnikowate obejmują 3 rodzaje zawierające w sumie 7 gatunków.
Do rodziny należą następujące występujące współcześnie rodzaje:
- Caenolestes O. Thomas, 1895 – zbójnik
- Lestoros Oehser, 1934 – rozbójnik – jedynym przedstawicielem jest Lestoros inca (O. Thomas, 1917) – rozbójnik inkaski
- Rhyncholestes Osgood, 1924 – zbójek – jedynym przedstawicielem jest Rhyncholestes raphanurus Osgood, 1924 – zbójek długonosy

Opisano również rodzaje wymarłe:
- Caenolestoides Abello, Martin & Cardoso, 2021[14] – jedynym przedstawicielem był Caenolestoides miocaenicus Abello, Martin & Cardoso, 2021
- Gaimanlestes Abello, Martin & Cardoso, 2021[15]
- Pliolestes Reig, 1955[16]
- Stilotherium Ameghino, 1887[17]

Cały czas opisuje się nowe gatunki, czego przykładem Caenolestes sangay z 2013.

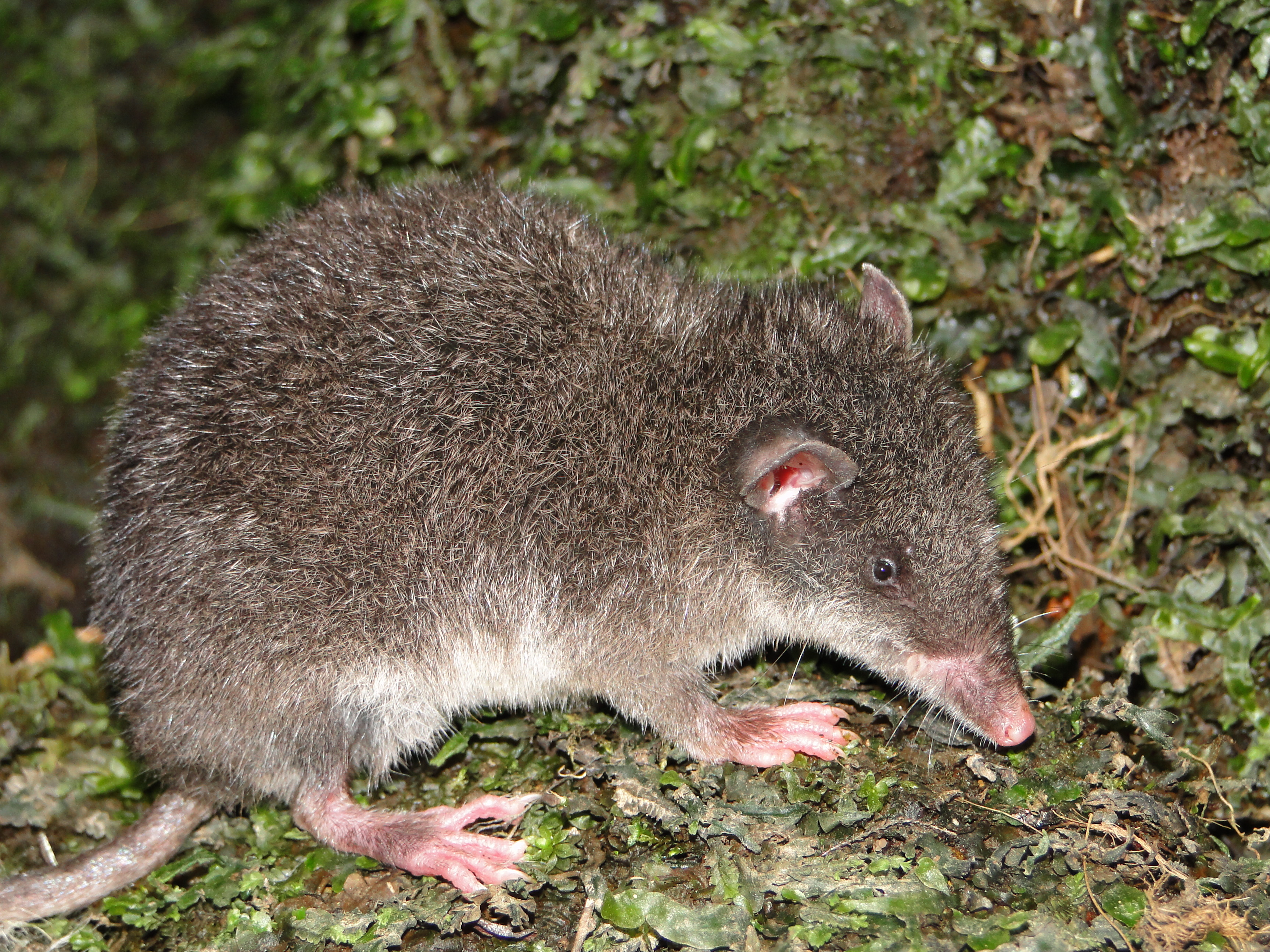
Holotyp Caenolestes sangay

Kreatorzy Caenolestes sangay zaprezentowali w swej pracy następujące kladogramy, bazując w pierwszym wypadku na sekwencjonowaniu białka, a w drugim także na cechach morfologicznych:
|  | Lestoros inca, Rhyncholestes raphanurus                                                                                        |
|  | |
|  | \| \| Caenolestes fuliginosus, Caenolestes convelatus \| \| \| \| \| \| Caenolestes caniventer, Caenolestes sangay \| \| \| \| |
|  | |
|  | Caenolestes fuliginosus, Caenolestes convelatus                                                                                |
|  | |
|  | Caenolestes caniventer, Caenolestes sangay                                                                                     |
|  | |

|  | Caenolestes fuliginosus, Caenolestes convelatus |
|  |                                                 |
|  | Caenolestes caniventer, Caenolestes sangay      |
|  |                                                 |

|  | Caenolestes fuliginosus                                                                                |
|  | |
|  | \| \| Caenolestes condorensis \| \| \| \| \| \| Caenolestes caniventer, Caenolestes sangay \| \| \| \| |
|  | |
|  | Caenolestes condorensis                                                                                |
|  | |
|  | Caenolestes caniventer, Caenolestes sangay                                                             |
|  | |

|  | Caenolestes condorensis                    |
|  |                                            |
|  | Caenolestes caniventer, Caenolestes sangay |
|  |                                            |

|  | Caenolestes fuliginosus                                                                                |
|  | |
|  | \| \| Caenolestes condorensis \| \| \| \| \| \| Caenolestes caniventer, Caenolestes sangay \| \| \| \| |
|  | |
|  | Caenolestes condorensis                                                                                |
|  | |
|  | Caenolestes caniventer, Caenolestes sangay                                                             |
|  | |

|  | Caenolestes condorensis                    |
|  |                                            |
|  | Caenolestes caniventer, Caenolestes sangay |
|  |                                            |

|  | Caenolestes fuliginosus                                                                                |
|  | |
|  | \| \| Caenolestes condorensis \| \| \| \| \| \| Caenolestes caniventer, Caenolestes sangay \| \| \| \| |
|  | |
|  | Caenolestes condorensis                                                                                |
|  | |
|  | Caenolestes caniventer, Caenolestes sangay                                                             |
|  | |

|  | Caenolestes condorensis                    |
|  |                                            |
|  | Caenolestes caniventer, Caenolestes sangay |
|  |                                            |

|  | Caenolestes fuliginosus                                                                                |
|  | |
|  | \| \| Caenolestes condorensis \| \| \| \| \| \| Caenolestes caniventer, Caenolestes sangay \| \| \| \| |
|  | |
|  | Caenolestes condorensis                                                                                |
|  | |
|  | Caenolestes caniventer, Caenolestes sangay                                                             |
|  | |

|  | Caenolestes condorensis                    |
|  |                                            |
|  | Caenolestes caniventer, Caenolestes sangay |
|  |                                            |